# Список умерших в 963 году

## Март
- 15 марта — Роман II, византийский император (959—963).
- 31 марта — Абу Джафар Ахмад ибн Мухаммад (56), эмир Систана (923—963).

## Апрель
- 3 апреля — Гильом III, граф де Пуатье (под именем Гильом I) (934—963), граф герцогства Аквитания (959—963), герцог Аквитании (962—963), граф Оверни (950—963)[1].
- 16 апреля — Вильгельм I, граф в Южной Тюрингии (949), граф в Гуситингау (958), граф в Гельмегау и Альтгау (961), родоначальник династии графов Веймар-Орламюнде[2].
- 18 апреля — Стефан Лакапин, сын и соправитель византийского императора Романа I Лакапина.

## Сентябрь
- 13 сентября — Алп-Тегин, основатель и первый эмир государства Газневидов (961—963).

## Дата смерти неизвестна или требует уточнения
- Иоанн II, герцог Гаэты[3].
- Торфинн Турф-Эйнарссон, ярл Оркнейских островов (ок. 910 — ок. 963).
- Трюггви Олафссон, норвежский конунг.
- Феодор Дафнопат, византийский писатель, ритор, агиограф, историк, богослов, политический деятель, гимнограф.